# Melitaea erycinides
Melitaea erycinides är en fjärilsart som beskrevs av Otto Staudinger 1892. Melitaea erycinides ingår i släktet Melitaea och familjen praktfjärilar. Inga underarter finns listade i Catalogue of Life.